# 10e Pantserdivisie (Verenigd Koninkrijk)
De 10e Pantserdivisie (Engels: 10th Armoured Division) was een pantserdivisie van de British Army tijdens de Tweede Wereldoorlog. Het werd gevormd vanuit de Britse 1ste Cavaleriedivisie.

## Geschiedenis
De 10e Pantserdivisie werd op 1 augustus 1941 vanuit de 1ste Cavaleriedivisie in het Mandaatgebied Palestina gevormd. De pantserdivisie vocht mee tijdens de Slag bij Alam el Halfa en Tweede Slag bij El Alamein. Het werd op 15 juni 1944 in Egypte alweer ontbonden.
Het insigne van de divisie was een vosmasker, die de jagerstraditie van de voormalige cavalerie- en Yeomanry-eenheden vertegenwoordigd.
De 10e Pantserdivisie was na de oorlog in de jaren vijftig nog kort actief in Libië. Maar werd in juli 1957 alweer ontbonden.

## Bevelhebbers
- 1 augustus 1941 – generaal-majoor John Clark
- 26 juni 1942 – generaal-majoor A.H. Gatehouse
- 18 december 1942 – generaal-majoor Charles Norman
- 12 januari 1943 – generaal-majoor H.L. Birks

## Eenheden
- 8e Pantserbrigade
  - 3e Royal Tank Regiment
  - Royal Scots Greys (2nd Dragoons)
  - Nottinghamshire Yeomanry (Sherwood Rangers)
  - The Staffordshire Yeomanry
- 9e Pantserbrigade
  - Royal Wiltshire Yeomanry
  - The Warwickshire Yeomanry
  - Yorkshire Hussars Yeomanry
  - 11e The King's Royal Rifle Corps

Later gebruikt als Onafhankelijke Brigade
Daarnaast diverse ondersteuningseenheden.